# Абулхаир-хан (Казахское ханство)
Абулхаи́р Муха́ммед Гази́ Бахаду́р-хан, также Абулха́йр (каз. ابو الخير محمد حاجی خان, Әбілқайыр Мұхаммед Қазы баһадүр хан; 1693, Туркестан, Туркестанская городская администрация — 12 августа 1748) — старший хан Казахского ханства и одновременно хан Младшего жуза (1718—1748).

## Биография

### Ранние годы
У Абулхаир-хана была яркая юность. В молодости он служил при дворе калмыцкого хана Аюки. Хотя источники ничего не сообщают нам о точной дате и конкретных обстоятельствах появления юного Абулхаира в «придворном штате» знаменитого российского вассала, тем не менее, учитывая различную конфессиональную принадлежность казахов и их северо-западных кочевых соседей, а также наличие в тот период острой военной конфронтации между ними, можно вполне уверенно утверждать, что казахский султан отнюдь не добровольно пошёл «в услужение» к правителю «неверных калмыков» и, скорее всего, оказался там в качестве пленника. захваченного Аюкой во время одного из его самых «авантажных» военных набегов в казахские степи.
В 1698 году он находился у башкир, у которых скрывался от межплеменных распрей. Участвовал в башкирском восстании 1704—1711 годах.
В 1709 году, по возвращении в Казахское ханство, был избран правителем казахов Младшего жуза. У него, как и у любого другого казахского султана, имелся свой улус. Каждый из султанов опирался на родоплеменную группу среди казахов. Так, например, во второй четверти XVIII века опорой власти хана Абулхаир-султана являлось союз племён Алшын. В 1709—1711 годах ойраты осуществили крупное вторжение на территорию Казахского ханства. Угроза заставила казахов провести в Каракумах в 1710 году съезд, на котором предводителем ополчения был выбран Бокенбай батыр, а временным верховным командующим казахов стал хан Абулхаир. В конце 1717 года был предпринят новый поход против ойратов, который закончился поражением, одной из причин которого послужили разногласия между Абулхаиром и Каип-ханом, выбранным после смерти Тауке-хана.

### Хан Младшего жуза
В 1718 году после смерти общеказахского хана Кайыпа Казахское ханство распалось на три жуза — Старший, Средний и Младший. Абулхаира выбирают ханом Младшего жуза.
Абулхаир принимал активное участие в войне с джунгарами. Он проявлял особое мужество и ум в защите городов Ташкента, Туркестана и Сайрама. После осады джунгарами указанных городов, вступивший в неравный бой Абулхаир хан, потеряв мать и жену, попавших в плен врагу, был вынужден отступить в Младший жуз. В 1724 году Абулхаир хан освободил город Туркестан от джунгар. Около года он удерживал город и окрестные селения под своим контролем, но в начале 1725 года под напором намного превосходящих сил противника был вынужден оставить Южный Казахстан. Под властью Абулхаира находился союз Алимулы и аргыны, возглавляемые его другом, Жаныбек-батыром. К нему так же стекались другие разбитые казахские и частично башкирские роды. А вместе с беженцами увеличивалось число мстителей. Сила Абулхаира и непримиримость казахов возрастала.
В 1722 году Джунгария заключает мир с Российской империей и активизирует нападения на казахские степи. Абулхаир-хан проявил себя как способный военачальник, в 1726—1730 годах объединив в борьбе против джунгар силы Младшего, Среднего и Старшего жузов и сформировав таким образом общеказахское ополчение. 
Согласно казахстанской историографии, в 1730 году под предводительством Абулхаир-хана, ополчение трёх казахских жузов одержало важную победу в Анракайской битве, позволившую казахам сохранить контроль над территорией кочевий.

Памятник Абулхаир-хану в городе Актобе

В 1730 году Абулхаир при поддержке султанов и другой знати Младшего жуза и части султанов Среднего жуза запросил защиты от джунгар у императрицы Анны Иоанновны, предложив ей военный союз против них. Но Россия, имевшая свои далеко идущие планы, согласилась только на протекторат (миссия Тевкелева, 1731). Приняв условия Российской империи, Абулхаир тоже преследовал свои цели. Обиженный на другие жузы из-за не избрания его всеказахским ханом после успешной Анракайской битвы, он повёл свою политику, пытаясь получить в обмен на переход в российское подданство согласие России на передачу ханства по наследству своим детям. Стремясь к централизации власти, Абулхаир препятствовал попыткам зависимых от него племён самостоятельно выстраивать отношения с Россией. Тем временем же Средний жуз хана Абилмамбета и его двоюродного брата Абылай-хана, лавируя между двумя мощными империями (пресловутая политика «между львом и драконом»), принял двойное подданство: и Китая, и России (1740). Старший жуз тогда вообще больше находился под влиянием теснившего его с юга Кокандского ханства.
10 октября 1731 года состоялся съезд представителей родов Младшего и Среднего жузов, на котором Абулхаир и российский посол А. И. Тевкелев убедили подданных Абулхаира в выгодности вхождения под покровительство Российской империи. Хан Абулхаир, батыры Богенбай, Есет, Худайназар-мурза и ещё 27 влиятельных правителей присягнули на Коране на верность императрице.
Также он сражался за свою землю с волжскими калмыками, и с туркменами, которые в составе Хивинского ханства делали набеги на земли Младшего жуза, за Мангышлакский полуостров.

## Внешняя политика
Абулхаир-хан имел дипломатические связи с Российской империей, Персидским шахством, Джунгарским ханством.
В конце XVI века Казахское ханство разделилось на три жуза (объединения): Младший (Западный Казахстан), Средний (Центральный) и Старший (Семиречье). На территории каждого жуза были образованы самостоятельные ханства, между которыми часто велись междоусобицы. К рубежу XVII—XVIII веков в связи с ростом феодальных усобиц, набегов джунгар — монгольских племён, населявших район между Тянь-Шанем и Алтаем — города на юге Казахстана пришли в упадок, что нанесло удар по казахской экономике в целом.
В 1726 году хан Абулхаир от имени старшин Младшего жуза обратился к царскому правительству с просьбой о подданстве но не поддавались истинные казахи и батыры. . Этот жуз находился на границе с Российской Империей, его торговые и политические связи с Россией были наиболее устойчивыми. Однако посольство осталось безрезультатным; не оставляя своих намерений, в сентябре 1730 г., Абулхаир вновь отправил посольство через Уфу в Петербург с письмом к русской императрице Анне Иоанновне и устной просьбой о подданстве и покровительстве. 8 (19) сентября 1730 года посланцы Младшего жуза были приняты императрицей. Их просьба о включении Младшего жуза в состав Российской империи была удовлетворена указом от 19 февраля (2 марта) 1731 года. Для принятия соответствующей присяги в Казахстан с грамотой к хану Абулхаиру были направлены послы во главе с переводчиком Комиссии иностранных дел А. И. Тевкелевым.
10 октября 1731 года значительная часть собрания казахских старшин высказалась за принятие акта о добровольном присоединении Младшего жуза к Российской империи.

## Отношения с башкирами
В начале 1738 года Абулхаир получил повеление от Тевкелева. Выступить против «воров башкирцев», двигаясь с войском к Башкирам, он сделал остановку в Оренбурге. Где находился в изгнании Алдар-батыр Башкирский батыр, затем Абулхаир приехал в Тангаурскую, Тамьянские волости и призвал Башкиров принести повинную. Алдар-батыр сыграл большую роль, в принятии подданства России у казахов младшего жуза, сопроваждая посольство Тевкелева к Абулхаиру, группа феодалов во главе с Алдаром были хорошо приняты. До этого знаменитый хан младшего жуза, участвовал в Башкирском восстании 1704—1711 и в битве на Юрактау. Башкирские старшины, которые участвовали в русско-казахских переговорах не предвидели, что на их земле восцарит орган у которой будет столь много власти.
Также башкиры провозглашали Абулхаира своим ханом. Башкиры знали, что не смогут одолеть русских и призвали хана Абулхаира, сделали его своим правителем, хан обрадовался этому и женился на башкирке. Он начав движение собрал вокруг себя башкир и наказал тех, кто подчинился русским.

## Смерть и захоронение
Абулхайр боролся за верховный трон трёх жузов и до смерти Тауке-хана в 1715 году, и после его смерти. Поддерживал прославившегося на всю Среднюю Азию Абылай-хана. Однако слава и самостоятельность Абулхаира вызвали трения с другими казахскими султанами. Один из его соперников — авторитетный султан Среднего жуза султан Барак мастерски использовал слабые места, а именно младшую любимую жену Абулхаира.
Позиции двух крупных фигур XVIII века — хана Абулхаира и султана Барака пересеклись, в силу того что младшая любимая жена Абулхаира влюбилась в Барака. Это и стало основой для личной неприязни и соперничества, что и привело к трагической развязке. В начале августа 1748 года Абулхаир-хан возвращался со свадьбы вместе со своими спутниками на обратном пути из крепости Орск, и встретился с султаном, который напал на одиноко идущий караван. Абулхаир-хан не мог покинуть место боя, хотя спутники и личная охрана хана просила не вмешиваться, объяснив что людей у Барак-султана больше, на что Абулхаир-хан ответил: «не годится хану убегать», и принял бой. В ходе схватки с превышающим по численности врагом Абулхаир-хан был убит Бараком.
Убийство Абулхаира Бараком было осуждено оренбургским губернатором Неплюевым.

    Ваше почтенное письмо чрез Улджабай-аталыка мною получено, и что вы поздорову обретаетесь и меня помните, о том я чрез онаго Улджабая со удовольствием моим известился.

    Вы во оном о смерти Абулхаирхановой ничего не упомянули, а дети ево, Абулхаирхановы, ис которых старшей Нурали-салтан от е. и. в. на место отца ево ханом всемилостивейше пожалован, також и протчие объявляют, что он Абулхаир-хан, Вами убит, и хотя мне обстоятельства онаго дела с Вашей стороны нимало неизвестны, но как бы и за чтоб то ни произошло, но такой Ваш поступок, ежель все здесь на Вас показуемое правда, чести Вашей сходен быть не может, тем наиначе предосудителен есть, что как они, таки Вы е. и. в. подданные, следственно, от таких крайностей всегда удерживаться надлежало б. Того ради я б желал, дабы та вражда между Вами и Нуралея-хана и протчих Абулхаирхановых детей более не распространялась, яко всякая ссора ни к чести, ни к пользе быть не может.Письмо оренбургского губернатора Неплюева султану Бараку от 26 сентября 1749 года, Казахско-русские отношения в XVI-XVIII веках, — С. 489.
Могила Абулхаира находится на месте впадения реки Кабырга в Олкейек, что в 80 км от Тургая в Актюбинской области. В настоящее время место называется «Хан моласы» (могила хана). Исполняющая обязанности генерального директора Института общей генетики и цитологии Комитета науки МОН РК Лейла Джансугурова сообщила на конференции 16 сентября 2011 года об обнаружении останков, которые с большой вероятностью «могут представлять прямого родственника хана по мужской линии, либо самого Абулхаир-хана».

## Семья
- Отец — Айтак-хаджи султан
- Мать — нет достоверной информации
- Жена — Бопай Ханым

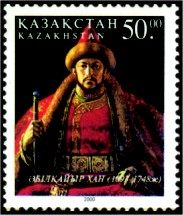
Почтовая марка Казахстана, посвящённая Абулхайр-хану, 2001, 50 тенге (Михель 316). Работа художника Агымсалы Дузелхана

- Сын — Нуралы-хан, хан Младшего жуза (1748—1786).
- Внуки от Нуралы хана:
  - Есим-хан, хан Младшего жуза (1796—1797).
  - Каратай-хан, хан Младшего жуза (1806—1816).
  - Бокей-хан, правитель Внутренней Орды (1800—1812), хан Внутренней Орды (1812—1815).
  - Шигай-хан, регент Внутренней Орды (1815—1823).
  - Жангир-хан, правитель Внутренней Орды (1823—1845). Сын Бокей-хана, внук Нуралы-хана.
  - Губайдулла Чингисхан (6 мая 1840 — 28 февраля 1909) — военный деятель российской армии, сын хана Букеевской орды Жангира, внук Бокей-хана. Участник русско-турецкой войны 1877—1878 годов. Родоначальник Российских войск связи. Генерал от кавалерии.
- Сын — Жармухамбет-хан, хан Младшего жуза (1786—1791).
- Сын — Ералы-хан, хан Младшего жуза (1791—1794).
- Внуки от Ералы хана:
  - Болекей-хан, хан Младшего жуза (1797—1808), хан Хивинского ханство (1770).
  - Темир-хан, хан Младшего жуза (1809—1824).
- Сын — Айшуак-хан, хан Младшего жуза (1797—1806).
- Дочь — Карашаш Ханым, стала одной из жён Абылай-хана[17].
- Дочь — Намурун Ханым.
- Дочь — Зулейха Ханым.

Свою старшую дочь от первой жены он выдал замуж за султана Младшего жуза — Джанибека, другую дочь — за султана Абылая.

## Образ в кино
- «Забудь обо мне» (1993) — реж. Виктор Пусурманов